# Windell Middlebrooks
Windell Dwain Middlebrooks (* 8. Januar 1979 in Fort Worth, Texas; † 9. März 2015 in Los Angeles, Kalifornien) war ein US-amerikanischer Schauspieler.

## Leben
Middlebrooks besuchte das Sterling College in Sterling, Kansas. Dort erwarb er einen Bachelor of Arts in den Fächern Kommunikationswissenschaften und Theaterwissenschaft (Communications and Theatre Arts). An der University of California, Irvine, absolvierte er eine Schauspielausbildung, die er 2005 mit einem Master Degree im Fach Schauspiel abschloss.
Seit 2005 arbeitete er als Schauspieler. In seiner Karriere spielte er überwiegend Episodenrollen in bekannten Fernsehserien wie Hannah Montana oder Emergency Room – Die Notaufnahme. Am bekanntesten ist er durch seine Nebenrolle als Kirby Morris in der Serie Zack & Cody an Bord geworden, in der er von 2008 bis 2011 mitspielte. Zudem war er von 2009 bis 2010 in sechs Folgen der neunten Staffel der Fernsehserie Scrubs – Die Anfänger als Chef des Campus-Sicherheitsdienstes zu sehen. Von 2010 bis 2013 spielte er als Dr. Curtis Brumfield eine der Hauptrollen in allen drei Staffeln der Serie Body of Proof.
In den Vereinigten Staaten war er auch durch den Werbespot für die Biermarke Miller High Life der Miller Brewing Company bekannt; er spielte darin einen Auslieferungsfahrer.
Am Morgen des 9. März 2015 wurde er bewusstlos in seinem Haus im San Fernando Valley aufgefunden. Nach der Einlieferung ins Krankenhaus konnte nur noch sein Tod in Folge einer Lungenembolie festgestellt werden.
Windell Middlebrooks wurde 36 Jahre alt.

## Filmografie

### Fernsehserien
- 2005: Weekends on the DL (2 Folgen)
- 2006: Juli Reno, Bounty Hunter (Folge 1x01)
- 2006: All of Us (Folge 4x05)
- 2007: My Name Is Earl (Folge 2x14)
- 2007: Veronica Mars (Folge 3x11)
- 2007: Entourage (Folge 4x08)
- 2007: Hannah Montana (Folge 2x06)
- 2008–2011: Zack & Cody an Bord (The Suite Life on Deck, 10 Folgen)
- 2008: Emergency Room – Die Notaufnahme (ER, Folge 15x09)
- 2008: Chocolate News (2 Folgen)
- 2009–2010: Scrubs – Die Anfänger (Scrubs, 6 Folgen)
- 2009: Parks and Recreation (Folge 1x04)
- 2010: Cougar Town (Folge 1x19)
- 2010: It’s Always Sunny in Philadelphia (2 Folgen)
- 2011–2013: Body of Proof (42 Folgen)
- 2013–2014: Mighty Med – Wir heilen Helden (Mighty Med, 2 Folgen)

### Filme
- 2009: Enlightened (Kurzfilm)
- 2009: Miss March
- 2009: Ace in the Hole (Fernsehfilm)
- 2015: Road Hard